# エンブラエル C-390
エンブラエル C-390 ミレニアム
KC-390
- 用途：輸送
- 設計者：エンブラエル
- 製造者：エンブラエル
- 運用者

  -  ブラジル（ブラジル空軍）
  -  ポルトガル（ポルトガル空軍）
  -  ハンガリー（ハンガリー空軍）
- 初飛行：2015年2月3日
- 生産数：8機
- 運用開始：2019年9月4日
- 運用状況：配備中
- ユニットコスト：5,000万USドル[1]

エンブラエル KC-390（Embraer KC-390）はブラジルのエンブラエル社が開発したターボファンエンジン双発中型軍用空中給油/輸送機である。空中給油と輸送の両方の機能を備える。2019年のドバイ航空ショーにて、ミレニアム（Millennium）の愛称が発表された。

## 概要
この航空機はエンブラエル社製で最も重い機体になり、装甲車を含む23トンの貨物を輸送できる。機体のサイズは、21.7トン積載のC-130 ハーキュリーズとほぼ同規模であるが、貨物室の容積はやや広い。エンブラエル E-Jetの開発で培った技術が反映されるとしている。

## 開発
2006年にエンブラエルはC-130と同規模の戦術輸送機の調査を始めた。
2007年4月、エンブラエルはC-390と社内で分類される中型の輸送機に関する調査を報告している。
2008年3月、ブラジル政府は約6,000万レアル(または3,300万USドル)をこの機体の初期の開発に投資する計画を立てた。同時にブラジル空軍は約22から30機の第一次発注を確定した。エンブラエルはパートナー達と協議が可能であると述べた。
同年5月、ブラジル議会はこの計画と航空機の開発への8億レアル（4億4,000万USドル）の投資を承認した。報道機関はこの航空機が空軍だけでなく陸軍や海軍でも使用されると報じたが政府機関はまだ承認していない。
2009年4月14日、ブラジル空軍は空中給油機/輸送機仕様のKC-390を発表した。エンブラエルは総額$15億ドルの開発契約と2機の試作機の契約を獲得した。
2010年3月、エンブラエルは開発スケジュールを書き上げた。それによれば2014年末に最初の試作機が納入される予定であるとされた。
2010年7月にファーンボロー国際航空ショーでブラジル空軍は28機のKC-390を発注する予定であると発表した。ショーの期間中エンブラエルは貨物の容量を21トン(23 トン)に増やし初飛行の予定は2014年であると発表した。
2011年、パリ航空ショーの期間中、エンブラエルは胴体を延長した民間仕様のKC-390を貨物輸送市場に向けて開発し、2018年に発売する予定であると発表した。予想では10年間に200から250機の需要を見込む。主翼前後の胴体を延長することにより胴体の長さは現行の33.91 m (111.3 ft)から延長され内部容量も増えるだけでなく貨物扉は観音開きになる予定である。
2014年10月21日、最初の試作機がエンブラエルの子会社の工場であるサンパウロ州Gavião Peixotoのエンブラエル・ディフェンスアンドセキュリティー
で公開された。
2015年2月3日、KC-390の最初のプロトタイプが初飛行した。この際、フライバイワイヤ制御システムは直接制御となっており、失速などから航空機を保護する機能を備えた通常モードは使用されていなかった。
2015年05月6日、ブラジル政府からの支払い遅延に伴い、開発ペースを落とすことが報じられた。
2015年7月30日、初号機の納入を2018年前半におよそ2年後倒しにすると発表した。
2015年10月26日、不景気による財政難で軍からの資金援助が止まり中断されていた開発作業が再開され2度目の飛行が実施された。この飛行においては最初のフライトプロファイル、飛行制御応答と一般的な航空機の動作をテストが実施された。
2016年4月28日、2機目の試作機が飛行した。この試作機は飛行中に後部ランプを上下させることや側面の空挺部隊用ドアの開閉など重要なエンベロープのテストを実施した。
2017年12月20日、エンブラエルはブラジル空軍に対して初期作戦能力（IOC）の達成を証明した。
2018年10月9日、量産初号機が初飛行に成功した。
2018年10月23日、ブラジル民間航空庁（ANAC）から型式証明を取得した。この時点で、総飛行試験時間は1900時間に達していた。
2019年9月4日、KC-390の初号機がブラジル空軍に納入された。
2023年4月3日、ブラジル空軍は完全運用能力（FOC）を認証した。納入済みの5機も、認証のためアップデートされる。

### 製造と協力企業
2010年9月、チェコのアエロ・ヴォドホディがKC-390の製造に部分的に参加するかもしれないと報告された。
2010年10月、エンブラエルはKC-390の製造にエンブラエルの民間機の部品も同様に生産しているアルゼンチンのファブリカアルゼンチンデアビオニクス (FAdeA)が関与する交渉中である事が発表された。
2010年8月、アルゼンチンの国防相であるニルダ・ガルレはアルゼンチンはC-390の製造に部分的に参加すると発表した。
2010年8月24日、チリとブラジルの国防相がチリのENAER社がKC-390の産業チームに加わる協定に調印した。
2010年9月1日、コロンビアも同様にKC-390計画への参加協定に調印した。
2010年9月10日、ポルトガルの国防相は計画への参加に調印した。
2011年3月23日、DRS ディフェンス・ソリューションズが空中給油機/輸送機の貨物取り扱いと空中輸送システムの納入企業に選択された。
2011年4月7日、ブラジルのELEB(エンブラエルの子会社)は降着装置の設計と製造に選ばれた。
2011年4月13日、エンブラエルとFAdeAの間でスポイラー、前部降着装置扉、後部ランプドア、フラップフェアリング、テールコーン、電気キャビネットをコルドバで生産する協定が調印された。また同日、アエロ・ヴォドホディが後部胴体、乗員扉とパラシュート扉、非常扉とハッチ、貨物庫扉と固定着陸エッジの製造に選ばれた。
2011年5月5日、ロックウェル・コリンズとの間でアビオニクスの供給契約が結ばれた。
2011年7月27日、グッドリッチとの間でフライ・バイ・ワイヤの一次飛行制御システムの供給契約が結ばれた。
2011年12月14日、エンブラエルはブラジルとポルトガルがEAAが構成要素をエンブラエルの子会社であるOGMA社によるKC-390の製造を支援する契約のための防衛協力協定に調印したと発表した。
2012年4月、ボーイングとエンブラエルはKC-390の事業で幅広く提携する事に合意した。
2012年6月、ボーイングとエンブラエルは協力契約と航空機の開発のための技術知識の共有に合意した。会社は技術と市場の情報を交換し、協力する予定である。

## 設計
機体にはE-ジェットの技術が取り入れられている。本機は、この種の軍用貨物機同様、主翼は高翼配置、尾翼はT字、主脚は胴体下部両側にバルジ（膨らみ）を設け収納、2基のエンジンはパイロンを介して吊り下げ、胴体後部にランプ式の貨物搭載口を有する。
貨物室は、68×108インチの大きさのパレットなら最大で6個、ハンヴィークラスの車両なら2台、武装兵なら80人、空挺部隊なら64人、担架74床と看護師2名などが収容できる大きさを持つ。
操縦系統はフライ・バイ・ワイヤ(FBW)方式。各動翼の作動は油圧式が基本となっているがバックアップとして電気系統も備えられている。FBWの制御ソフトウェアは3つのレベルで設計されている。直接制御では、フライ・バイ・ワイヤシステムこそ動作するが機体への保護機能は使用できない。これは通常の保護機能が正常に機能していない場合にのみ運用に使用される。通常時は航空機への保護機能が動作しており、ピッチおよびロール角、速度にソフトで制限が設けられているが、必要に応じてパイロットがこの制限値を解除できる。ただし解除した場合でもハードウェアの制限を超えるような機動はできないようになっている。
操縦席はロックウェルコリンズの「プロライン」システムを使用したグラスコックピットで4基のカラー液晶表示装置、2基のヘッドアップディスプレイ（HUD）が装備されており、ナイトビジョンゴーグル（NVG）搭載も考慮されている。操縦装置はサイドスティック方式で、BAEシステムズによるアクティブフィードバック型コントロールスティックを装備する。アクティブフィードバック型コントロールスティックとは、機体の飛行状態などに応じて、コントロールスティックにリアルタイムでフォースフィードバックを伝えることができるというもので、パイロットが機体にかかっている負荷をコントロールスティックを通じて感じ取ることができることを通じてより的確な操縦を行うことが可能になるというものである。
エンジンはV2500を2基搭載する。当初、プラット・アンド・ホイットニー PW6000やロールスロイス BR715といった推力75.6から98 kN (17,000–22,000 lb) のものが検討されていたが、後に120から133 kN (27,000-30,000 lb) クラスに変更された。候補としてはV2500とCFM56が候補に挙がっていたが、2011年7月26日にターボ機械、ナセル、逆噴射装置、ギアボックスに変更がなく推力の要件を満たしていたV2500-E5が選定された。
防御装置としては、レーダー警報受信機、チャフ、フレアのほか、イスラエルのエルビット・システムズ社製のDIRCMを搭載する。
監視および偵察情報を得るためにレーダーとして、Selex ES社製のT-20を搭載する。
単価は、競合するC-130Jのような同種の機体が最大6,200万USドルするにもかかわらず、およそ5,000万USドルであると推定されている。
エンブラエルの副社長ルイス・カルロス・アグイラは、彼らの予想によれば、世界の約695機の軍用輸送機が次の10年の間に交換される必要があり、それだけの潜在市場がこの種の飛行機にはあると言っている。

## 運用

### 運用国
ブラジル - 6 機（19機発注）、試作機2機
2022年、エンブラエルはブラジル空軍向けKC-390の契約機数減少について合意したと発表した。28から22に機数減少、納入期限も2034年まで延長。更に、同年10月には19機への契約修正を発表した。
 ポルトガル - 2 機（6機発注）
2019年、ポルトガル空軍は5機のKC-390を発注し、2023年2月から毎年1機納入の予定である。2022年10月に1機目、2024年6月には2機目が到着した。2025年6月には1機を追加発注している。
 ハンガリー - 1 機（2機発注）
2020年、ハンガリー政府は2機のKC-390を発注した。2023年から2024年にかけ納入される予定である。2024年9月に1機目が納入された。
 オランダ - 0 機（5機発注）
 オーストリア - 0 機（4機発注）
2022年6月16日、オランダは4機のC-130H更新として5機の本機を選定、2023年9月20日にはオーストリアは3機のC-130更新として4機の本機を選定した。両国は協力して2024年7月に9機を共同で発注し、オランダに5機、オーストリアに4機が割り当てられる。
 チェコ - 0機（2機発注）
2023年10月17日、チェコ国防省は2機のC-390調達についてエンブラエルとの交渉開始を発表し、翌年10月25日に2機を発注した。
 スウェーデン - 0機（4機予定）
2009年10月2日、ブラジル空軍の次期戦闘機（F-X2）選考でフランスとともにグリペンを提案しているスウェーデンが戦術輸送機として導入を検討していると報じられており、ブラジルがグリペンを採用したことからKC-390を採用するかに思われた。しかし2017年にスウェーデンの防衛予算が新たな調達に対応するために逼迫しC-130のMLUを実施することが関係者より明らかとされていることなどから流動的とされていた。2025年4月、スウェーデンは4機のC-390導入を正式決定した。

### 2013年の契約
2013年4月、以下の6カ国は合計60機を導入することを契約した。内訳とそれまでの経緯は以下の通り。
 ブラジル - 2 機（試作機）、初期ロット28機
 ポルトガル - 6 機
2008年9月、ポルトガル空軍の参謀長は航空新聞Take OffのインタビューでC-130輸送機の更新に関心があると述べたがポルトガル空軍はC-390の開発状況を見守っており、近い将来発注する可能性がある事をほのめかした。2010年2月には、エンブラエルがKC-390の導入と引き換えにポルトガル空軍の老朽化したC-130を引き取ることを国防省へ提案したという報告があった。
 アルゼンチン - 6 機
2010年10月、エンブラエルはアルゼンチン空軍によって6機のKC-390が購入される予定であると発表した。
 チリ - 6 機
2010年8月、チリ空軍が6機のKC-390を計画していると発表された。
 コロンビア - 12 機
2010年9月、コロンビアが12機のKC-390の導入を計画していると報じられた。
 チェコ - 2 機
2010年9月、チェコ空軍が2機のKC-390を購入する可能性も報じられた。

### 検討または提案中
アラブ首長国連邦
2010年、購入に関心を示した。
 ブラジル
2007年の報告によるとブラジル郵政当局（Correios）は、郵便輸送のために商業的貨物輸送サービスを利用する代わりに、本機をとりあえず5機、最終的に20あるいは25機購入するという案に関心を示していると報告された。
 リトアニア
2025年6月、リトアニア国防省は次期軍用輸送機としてC-390を選定したことを発表した。
 ペルー
2012年、購入に関心を示した。
 韓国
2023年12月4日、韓国防衛事業庁は大型輸送機二次事業においてC-390を選定したと発表した。

### 検討のみ
カナダ
捜索救難機に提案していたが、C-295Wが選定された。
 フランス
2009年9月7日にラファール導入交渉の過程で、交換条件として12機のKC-390購入の可能性がある旨が報じられていた。

## 仕様（KC-390）
|出典=Embraer flightglobal.com Aviation Week
諸元
- 乗員：2名
- 全長：35.20m (115ft 5in)
- 全幅：35.05m (115ft)
- 全高：11.84m (38ft 10in)
- 貨物室寸法：L18.50m(ランプ含)×W3.45m×H2.95m(最底部)
- 貨物室容積169m3
- 最大離陸重量：81t (178,574lb)
- 燃料容量：23.9t、37.4t(空中給油任務)[8]
- ペイロード：26t (57,320lb)

　ペイロードは下記のいずれかを搭載可能

- 80名の乗客
- 64名の空挺部隊
- 6個の輸送パレット
- 74個の救急パレットと2名の医療関係者
- 2-3車のハンヴィーとアグラレマッラ、ASTROSまたはLAV IIIとVBTP-MR グアラニ

- 動力：インターナショナル・エアロ・エンジンズV2500-E5ターボファンエンジン×2
- 推力：139.4kN (31,330lbf)

性能
- 巡航速度：870km/h (470kn, M0.80)
- 航続距離
  - 26t積載：2,000km (1,080nmi)
  - 23t積載：2,722km（1,470nmi）
  - 14t積載：5,019km（2,710nmi）
  - フェリー航続距離：6,241km (3,370nmi)
  - フェリー航続距離(胴体タンク使用時)：8,465km（4570nmi）
- 離陸滑走距離
  - 23t積載：1,524m (5,000ft)
  - 16t積載：1,165m（3,820ft）
- 着陸滑走距離
  - 26t積載：1,000m (3,280ft)
- 上昇限度：10,973m (36,000ft)

|                  | C-2                                                    | A400M                                    | C-17                                | Y-20          | C-130J                              | KC-390                                                 | An-178                                     | Il-276                                    |
| ---------------- | ------------------------------------------------------ | ---------------------------------------- | ----------------------------------- | ------------- | ----------------------------------- | ------------------------------------------------------ | ------------------------------------------ | ----------------------------------------- |
| 画像             |                                                        |                                          |                                     |               |                                     |                                                        |                                            |                                           |
| 乗員             | 3名                                                    | 3-4名                                    | 2-4名                               | 3名           | 3-6名                               | 2名                                                    | 3名                                        | 2名                                       |
| 全長             | 43.9 m                                                 | 45.1 m                                   | 53.0 m                              | 47.0 m        | 29.79 m                             | 35.20 m                                                | 32.95 m                                    | 33.2 m                                    |
| 全幅             | 44.4 m                                                 | 42.4 m                                   | 51.8 m                              | 50.0 m        | 40.41 m                             | 35.05 m                                                | 28.84 m                                    | 30.1 m                                    |
| 全高             | 14.2 m                                                 | 14.7 m                                   | 16.8 m                              | 15.0 m        | 11.84 m                             | 11.84 m                                                | 10.14 m                                    | 10.0 m                                    |
| 空虚重量         | 69.0 t                                                 | 76.5 t                                   | 128.1 t                             | 100 t         | 34.25 t                             | 51 t                                                   | ―                                          | ―                                         |
| 基本離陸重量     | 120 t                                                  | ―                                        | 263 t                               | ―             | 70.305 t                            | ―                                                      | ―                                          | ―                                         |
| 最大離陸重量     | 141 t                                                  | 136.5 t                                  | 265.35 t                            | 220 t         | 79.38 t                             | 81.0 t                                                 | 51.0 t                                     | 68.0 t                                    |
| 最大積載量       | 32 t（2.5G） 36 t（2.25G）                             | 30 t（2.5G）                             | 77.519 t                            | 66 t          | 19.050 t                            | 26 t                                                   | 18.0 t                                     | 20.0 t                                    |
| 貨物室 （L×W×H） | 15.65×4.0×4.0m                                         | 17.71×4.0×3.85m                          | 26.83×5.49×3.76m                    | 20.0×4.0×4.0m | 16.76×3.02×2.74m                    | 18.5×3.4×3.0m                                          | 16.65×2.748×2.75m                          | ―                                         |
| 発動機           | CF6-80C2K1F×2                                          | TP400-D6×4                               | F117-PW-100×4                       | D-30KP-2×4    | AE2100-D3×4                         | V2500-E5×2                                             | D-436-148FM×2                              | PD-14M×2                                  |
| 発動機           | ターボファン                                           | ターボプロップ                           | ターボファン                        | ターボファン  | ターボプロップ                      | ターボファン                                           | ターボファン                               | ターボファン                              |
| 巡航速度         | マッハ0.81                                             | マッハ0.68-0.72 781 km/h （高度9,450 m） | マッハ0.74 830 km/h （高度8,530 m） | マッハ0.75    | マッハ0.59 671 km/h （高度6,700 m） | マッハ0.80 870 km/h                                    | マッハ0.77 825 km/h                        | マッハ0.75 810 km/h                       |
| 航続距離         | 0 t/9,800 km 20 t/7,600 km 30 t/5,700 km 36 t/4,500 km | 0 t/8,710 km 20 t/6,390 km 30 t/4,540 km | 0 t/9,815 km 72 t/4,630 km          | 0 t/7,500 km  | 0 t/6,445 km 16.3 t/3,150 km        | 0 t/6,241 km 14 t/5,019 km 23 t/2,722 km 26 t/2,000 km | 0 t/5,500 km 5.0 t/4,700km 18.0 t/1,000 km | 0 t/7,300 km 4.5 t/6,000 km 20 t/3,250 km |
| 最短離陸滑走距離 | 500 m                                                  | 770 m                                    | 1,000 m                             | 600 - 700 m   | 600 m                               | 1,100 m                                                | ―                                          | 1,050 m                                   |
| 生産数（-2023）  | 19                                                     | 119                                      | 279                                 | 68            | 500                                 | 9                                                      | 2                                          | 0                                         |
| 運用状況         | 現役                                                   | 現役                                     | 現役                                | 現役          | 現役                                | 現役                                                   | 実用試験中                                 | 開発中                                    |